# Abdallah Ali Mohamed
Abdallah Ali Mohamed (Moroni, Comoras, 11 de abril de 1999) es un jugador comorense que juega en la posición de defensa para el F. C. Stade-Lausana-Ouchy de la Superliga de Suiza.

## Trayectoria
Después de su paso por las categorías inferiores del OM, con 64 apariciones y 4 goles, firmó su primer contrato profesional en julio de 2019.
Sin llegar a jugar con el primer equipo, en septiembre de 2020 fue cedido una temporada al S. V. Zulte Waregem. Tras la misma abandonó el club marsellés de manera definitiva y se marchó al F. C. Stade-Lausana-Ouchy.

## Selección nacional
A pesar de que su familia lo animaron a esperar una posible convocatoria por parte de Francia,[cita requerida] siempre había planeado jugar para Comoras. Fue convocado por primera vez en 2017 para un amistoso contra Togo, siendo derrota comorense de 2 a 0. Ha jugado 11 veces, participando en las clasificación para la Copa Africana de Naciones de 2019, quedando eliminados en el tercer lugar del grupo B.

## Clubes
| Club                         | País    | Año       | Partidos | Goles |
| ---------------------------- | ------- | --------- | -------- | ----- |
| Olympique de Marsella "II"   | Francia | 2017-2019 | 73       | 2     |
| Olympique de Marsella        | Francia | 2019-2021 | 0        | 0     |
| S. V. Zulte Waregem (cedido) | Bélgica | 2020-2021 | 0        | 0     |
| F. C. Stade-Lausana-Ouchy    | Suiza   | 2021-     | 48       | 1     |

## Vida privada
Es sobrino del también internacional comorense Kassim Abdallah, quien también jugó para el Olympique de Marsella desde 2012 hasta 2014.